# Castroviejoa frigida
Classification APG III (2009)
Espèce
Castroviejoa frigida, l'immortelle des frimas, est une espèce de plantes à fleurs de la famille des Astéracées endémique de Corse.

## Répartition
Cette espèce est endémique de Corse.

## Habitat
Cette espèce est présente au dessus de 800 m d'altitude, sur les rochers ou dans leurs anfractuosités.